# Ulla Bastrup
Ulla Bastrup (Nairobi, 23 dicembre 1959) è un'ex calciatrice e allenatrice di calcio danese.

## Carriera
Inizia a giocare a 14 anni nel 1973 nella Under-15 del Kolding Boldklub (KB) come ala destra.
La stagione successiva è subito inserita in prima squadra disputando con questa il campionato di Serie A danese per sei stagioni. Passata al B 1909 di Odense vince per due volte il titolo della massima divisione femminile danese.
Alla fine della stagione 1984 Lone Smidt Hansen le propone di fare un mese di vacanza nel sud Italia e Ulla ottiene dalla D.B.U. il permesso di poter giocare delle partite di allenamento in Puglia.

Al Sanitas Trani 80 nella stagione 1985, in piedi da sinistra: Paolo Loporchio (presidente), Santino Barbato (allenatore), Angela Coda, Viola Langella, Antonella Carta, Paola Bonato, Rose Reilly (capitano), Luana Pavan; accosciati da sinistra: Nunzio Corrado (massaggiatore), Viviana Bontacchio, Lone Smidt Hansen, Antonella Marrazza, Ulla Bastrup, Adele Marsiletti.

È dopo averla vista giocare due partite amichevoli che i dirigenti del Trani 80 decidono di prenderla ottenendo il transfert dal B 1909. Arrivata alla forte squadra biancazzurra Ulla si inserisce nel migliore dei modi nella formazione allenata da Santino Barbato venendo sempre utilizzata come centrocampista destro ottenendo nel 1985 il suo primo scudetto italiano.
Inizia così la sua brillante carriera calcistica in Italia che la porta anche a scegliere il nostro paese quale sede della sua attività lavorativa professionale. Dopo la bella parentesi pugliese va al Milan 82 di Mario Pagano con Viviana Bontacchio ottenendo un onorevole 4º posto nella stagione 1989-1990.
Nella stagione successiva arriva alla Fiammamonza a campionato già iniziato e disputa soltanto 8 partite, stagione che le monzesi ricorderanno per la finale di Coppa Italia persa 4-5 ai rigori contro la Woman Sassari.
La bionda danese è riconfermata la stagione successiva, il campionato va male (9º posto) ma la Preca Fiammamonza è ancora in finale di Coppa Italia contro la Reggiana Refrattari Zambelli che si impone con un netto 5-1.

Nel Milan 82 1988-1989, seconda in piedi da sinistra.

Conclude la carriera calcistica ventennale alla "Delfino" di Cagliari dove ha disputato il suo unico campionato di Serie B per poi ritornare nella sua ultima stagione da calciatrice in Serie A.

### Nazionale
Con la nazionale danese ha disputato un solo incontro ufficiale nel 1984 e alcune partite amichevoli. Al suo arrivo in Italia il selezionatore danese ha preferito chiamare solo le più importanti calciatrici che disputavano la nostra Serie A: Lone Smidt Hansen e Susanne Augustesen.
Avendo il suo ruolo coperto da molte altre calciatrici disponibili in Danimarca, Ulla non fu più chiamata in Nazionale perché per la D.B.U. era troppo alto il costo dei viaggi da e per l'Italia.
| Cronologia completa delle presenze e delle reti in nazionale ― Danimarca | Cronologia completa delle presenze e delle reti in nazionale ― Danimarca | Cronologia completa delle presenze e delle reti in nazionale ― Danimarca | Cronologia completa delle presenze e delle reti in nazionale ― Danimarca | Cronologia completa delle presenze e delle reti in nazionale ― Danimarca | Cronologia completa delle presenze e delle reti in nazionale ― Danimarca | Cronologia completa delle presenze e delle reti in nazionale ― Danimarca | Cronologia completa delle presenze e delle reti in nazionale ― Danimarca |
| Data                                                                     | Città                                                                    | In casa                                                                  | Risultato                                                                | Ospiti                                                                   | Competizione                                                             | Reti                                                                     | Note                                                                     |
| ------------------------------------------------------------------------ | ------------------------------------------------------------------------ | ------------------------------------------------------------------------ | ------------------------------------------------------------------------ | ------------------------------------------------------------------------ | ------------------------------------------------------------------------ | ------------------------------------------------------------------------ | ------------------------------------------------------------------------ |
| 1984 ?                                                                   | Roskilde                                                                 | Danimarca                                                                | 1 - 2                                                                    | Paesi Bassi                                                              | Amichevole                                                               | -                                                                        |                                                                          |
| Totale                                                                   |                                                                          | Presenze                                                                 | 1                                                                        |                                                                          | Reti                                                                     | 0                                                                        |                                                                          |

## Allenatrice
A soli 21 anni, mentre disputava il campionato di Prima Divisione danese a Kolding, frequenta il corso allenatori e ottiene il patentino UEFA B iniziando subito ad allenare la squadra giovanile Under-15 del KB. In seguito allena anche la Under-15 del B 1909.
Terminata la carriera da calciatrice nel 1994, raggiunge Nazzarena Grilli allo Sporting Segrate 92 allenando le bambine e le ragazze più giovani del settore giovanile.
Nel 2002 è la presidentessa della Fiammamonza Natalina Ceraso Levati, che già aveva avuto modo si apprezzarla come calciatrice, a chiamarla per la conduzione della Under-15 biancorossa e Ulla inizia con grande pazienza e dedizione un lungo e redditizio lavoro di preparazione che porterà la squadra monzese a dei progressivi e continui miglioramenti.
Il distacco dalla Fiammamonza della Under-15 con la creazione dell'A.S.I. Monza è solo un passaggio intermedio voluto dalla dirigenza monzese per poter meglio gestire il numero delle calciatrici tesserate e Ulla passa ad allenare la nuova formazione grigioblu.
Al secondo campionato di Serie D (2004-2005) l'A.S.I. Monza centra l'obiettivo promozione ed approda in Serie C Lombardia. La stagione successiva vince la Coppa Disciplina ottenendo il 3º posto a 5 punti dalla capolista Franciacorta, ma le grigioblù da lei guidate sono ormai pronte al salto di categoria che arriva vincendo il campionato 2006-2007.
La stagione 2007-2008 in Serie B non si conclude con la salvezza perché alle ragazze manca ancora la lucidità e l'esperienza per poter competere con le altre squadre meglio preparate.
Alla fine della stagione 2009-2010 l'A.S.I. è riassorbita dalla Fiammamonza, ma il gruppo va via compatto con la sua allenatrice alla Pro Lissone che iscrive per la prima volta una formazione di calcio femminile in Serie D Lombardia 2010-2011.
Con la squadra che lei ha fatto crescere dalla Under-15, portato in Serie C e poi in Serie B, Ulla ottiene subito la promozione nella massima serie regionale con 3 giornate d'anticipo e 6 punti di vantaggio sulla Riozzese.
Alla fine della stagione 2011-2012 smette di allenare dando le dimissioni per motivi di lavoro dopo aver ben allenato con nove anni di successi A.S.I. Monza e Pro Lissone.
Per la stagione 2013-2014 l'ex Presidente provvisorio Gaetano Galbiati (ora Direttore Generale) la convince a ridiscendere in campo: torna ad allenare la Fiammamonza nel campionato Regionale in Serie C Lombardia, guidando la squadra in una stagione difficile che solo nella seconda parte riesce a puntare alla parte alta della classifica. Bastrup decide di rimanere anche nella stagione seguente che vede la squadra protagonista del campionato ma che alla fine le vede sfuggire la promozione per un solo punto, finendo al 2º posto dietro al Milan Ladies e a pari merito della Riozzese.
Anche la stagione 2015-2016 è affidata alla guida tecnica di Bastrup, intenzionata a conquistare la promozione sfuggitale. In un'intervista rilasciata a metà campionato auspica un'evoluzione del calcio femminile in Italia e una più solida collaborazione con le società maschili, sconfiggendo il problema culturale che affligge il calcio italiano, ricordando che quando giocava nel campionato danese tra gli anni settanta e ottanta gli allenamenti tra atleti maschi e femmine della stessa società si effettuavano in campi attigui e che al termine era normale che ci si ritrovasse a condividere una birra tra colleghi entrambi di "Serie A".
Il giorno 11 marzo 2016, tuttavia, rassegna le dimissioni da allenatrice della società Fiammamonza.
Dalla stagione 2019-2020 approda con il ruolo di direttore tecnico nella Minerva Milano, società meneghina partecipante al girone lombardo del campionato di Eccellenza.

## Statistiche

### Presenze e reti nei club
| Stagione           | Squadra            | Campionato         | Campionato | Campionato | Coppe nazionali | Coppe nazionali | Coppe nazionali | Coppe continentali | Coppe continentali | Coppe continentali | Altre coppe | Altre coppe | Altre coppe | Totale | Totale |
| Stagione           | Squadra            | Comp               | Pres       | Reti       | Comp            | Pres            | Reti            | Comp               | Pres               | Reti               | Comp        | Pres        | Reti        | Pres   | Reti   |
| ------------------ | ------------------ | ------------------ | ---------- | ---------- | --------------- | --------------- | --------------- | ------------------ | ------------------ | ------------------ | ----------- | ----------- | ----------- | ------ | ------ |
| 1985               | Trani 80           | A                  | 22         | 0          | CI              | 3               | 0               | -                  | -                  | -                  | -           | -           | -           | 25     | 0      |
| 1985-1986          | Trani 80           | A                  | 24         | 1          | CI              | 3               | 0               | -                  | -                  | -                  | -           | -           | -           | 27     | 1      |
| 1986-1987          | Trani 80           | A                  | 24         | 2          | n.d.            | 0               | 0               | -                  | -                  | -                  | -           | -           | -           | 24     | 2      |
| Totale Trani 80    | Totale Trani 80    | Totale Trani 80    | 70         | 3          |                 | -               | -               |                    | -                  | -                  |             | -           | -           | -      | -      |
| 1987-1988          | Milan 82           | A                  | -          | -          | CI              | -               | -               | -                  | -                  | -                  | -           | -           | -           | -      | -      |
| 1988-1989          | Milan 82           | A                  | -          | -          | CI              | -               | -               | -                  | -                  | -                  | -           | -           | -           | -      | -      |
| 1989-1990          | Milan 82           | A                  | -          | -          | CI              | -               | -               | -                  | -                  | -                  | -           | -           | -           | -      | -      |
| Totale Milan 82    | Totale Milan 82    | Totale Milan 82    | -          | -          |                 | -               | -               |                    | -                  | -                  |             | -           | -           | -      | -      |
| 1990-1991          | Fiamma Monza       | A                  | 8          | 0          | CI              | -               | -               | -                  | -                  | -                  | -           | -           | -           | -      | -      |
| 1991-1992          | Fiamma Monza       | A                  | 28         | 1          | CI              | -               | -               | -                  | -                  | -                  | -           | -           | -           | -      | -      |
| Totale Fiammamonza | Totale Fiammamonza | Totale Fiammamonza | 36         | 1          |                 | -               | -               |                    | -                  | -                  |             | -           | -           | -      | -      |
| 1992-1993          | Delfino            | B                  | ?          | ?          | CI              | -               | -               | -                  | -                  | -                  | -           | -           | -           | -      | -      |
| 1993-1994          | Delfino            | A                  | 26         | 1          | CI              | -               | -               | -                  | -                  | -                  | -           | -           | -           | -      | -      |
| Totale Delfino     | Totale Delfino     | Totale Delfino     | 26         | 1          |                 | -               | -               |                    | -                  | -                  |             | -           | -           | -      | -      |

## Palmarès

### Club
- Campionato danese femminile di calcio: 2

B1909: 1981, 1983
- Campionato italiano: 2

Trani 80: 1985, 1985-1986